# Guillermo de Meissen
Guillermo IV, conde de Weimar (en alemán: Wilhelm IV. von Weimar; m. en 1062) fue un margrave de Meissen desde 1046 hasta su muerte.

## Biografía
Era el hijo mayor del conde Guillermo III de Weimar de su segundo matrimonio con Oda, una hija del margrave Tietmaro de la Marca Sajona Oriental. Se convirtió en conde de Weimar y Orlamünde en Turingia a la muerte de su padre en 1039. Guillermo fue nombrado conde palatino de Sajonia en 1042.
Cuando en 1046 el margrave Ecardo II de Meissen murió y dejó su margraviato al emperador Enrique III, el emperador pronto se lo entregó a Guillermo, quien, a través del segundo matrimonio de su madre Oda, también recibió los estados turingios de su padrastro el margrave Dedo II de Lusacia. Posteriormente, unió el territorio del difunto margrave Ecardo II de Meissen a sus tierras.
Guillermo fue un leal defensor de la reinante dinastía salia y, a la muerte del emperador en 1056, apoyó a la regencia de su viuda la emperatriz Inés de Poitou. La emperatriz lo tenía en gran estima, y le dio el mando junto con el obispo Everardo de Naumburgo, del ejército en la campaña de 1060 en apoyo al rey Andrés I de Hungría contra su hermano Béla I. Según el cronista Lamberto de Hersfeld, en lugar de esperar a un contingente de apoyo bohemio a las órdenes del duque Spytihněv II, atacaron inmediatamente a las fuerzas de Béla y el ejército alemán pronto estuvo de retirada. Mientras el rey Andrés resultó herido de muerte, Guillermo y el obispo Everardo fueron capturados en la Batalla del paso de Theben cerca de Moson (Wieselburg). Sin embargo, el hijo de Béla, Géza, impresionado por el valor de Guillermo, indujo a su padre a liberarlo y además le dio su hija Sofía en matrimonio.
Mientras tanto, Guillermo había vuelto a Alemania. Cuando en 1062 de nuevo se encaminó hacia Hungría, esta vez para casarse con Sofía, sin embargo, enfermó y murió durante el viaje. En su lugar, Sofía se casó con su sobrino (de Guillermo) el margrave Ulrico I de Carniola. El margraviato de Meissen pasó al hermano menor de Guillermo, Otón I.